# 施洛特海姆
施洛特海姆是德国图林根州的一个市镇。总面积22.31平方公里，总人口3897人，其中男性1902人，女性1995人（2011年12月31日），人口密度175人/平方公里。